# Љубав и мода (албум)
Љубав и мода је први студијски албум поп и рок групе Ђаволи из Сплита који је 1986. године објавила дискографска кућа Југотон.

## Позадина
Група је основана 1984. године у Сплиту. Први јавни наступ је био крајем исте године. 
1985. године учествују у емисији Стереовизија на телевизији Загреб.

## О албуму
Албум је добио име по домаћем филму из 1960. године у режији Љубомира Радичевића. 
Материјал садржи читав низ хитова који су освојили публику, попут „Причај ми о љубави“, „Ђири, Ђири“, „Била крила галеба“, „Бала, бала“, „Небо враћа осмехе“, „ Звуци улице“, „Док те љубим“, „Чувај ме, пази ме“, „Она нема никога“, „Самба и ти“ . Продукцију је урадио Иван Станчић, музику је компоновао Нено Белан, док је текст написао Роберт Чалета.

## Извођачи
- Нено Белан - вокал, гитара
- Драгиша Мандић - бас гитара, пратећи вокал
- Златко Воларевић - клавијатуре, пратећи вокал
- Игор Кметић - саксофон, пратећи вокал
- Деан Радовниковић - бубњеви, пратећи вокали

### Продукција
- продуцент - Иван Станчић
- музика - Нено Белан
- сниматељ – Миљенко Грасо
- текст - Роберт Чалета
- дизајн - Игор Кордеј
- микс звука – Драган Чачиновић
- фотографије - В. Башић

Албум је сниман током фебруара и марта у студију „ЈФС“, а миксован је у студију „СИМ“ 1986. године.